# GKS Bełchatów
A GKS Bełchatów egy labdarúgócsapat Bełchatówban, Lengyelországban. A csapatot 1977-ben alapították, színei: zöld és fehér. 

## Története
A klubot 1977-ben alapították és a lengyel negyedosztályban indult. A harmadosztályba négy évvel később az 1981-82-es szezonban jutott fel. A következő osztályváltásig hét évet kellett várniuk, ami az 1986-87-es idényben következett be. Az lengyel bajnokság legmagasabb osztályában 1992-ben debütáltak. A lengyel kupa döntőjében két alkalommal is szerepeltek (1996, 1999).
A 2005–2006-os idény után a 10. helyen végeztek. A 2006–2007-es idény a klub történetének legsikeresebb évada volt. A bajnokságban az ezüstérmet szerezték meg, bejutottak a Ekstraklasa kupa és a lengyel szuperkupa döntőjébe is, de mindkét alkalommal akárcsak a bajnoki címért folytatott küzdelemben ezúttal is a második helyen végeztek. 
A következő évben indulhattak a 2007–2008-as UEFA-kupa sorozatában, ahol először a grúz Ameri Tbiliszivel, majd az ukrán Dnyipro Dnyipropetrovszk csapatával kerültek szembe.

## Sikerei
- Ekstraklasa
  - 2. hely: 2006–2007
- Lengyel kupa
  - 2. hely: 1996, 1999
- Lengyel szuperkupa-győztes
  - 2. hely: 2007

| Szezon  | Kiírás    | Forduló     |     | Ellenfél                 | Eredmény       |
| ------- | --------- | ----------- | --- | ------------------------ | -------------- |
| 2007/08 | UEFA-kupa | Első kör    | GEO | Ameri Tbiliszi           | 2–0, 0–2 (4–2) |
|         |           | Második kör | UKR | Dnyipro Dnyipropetrovszk | 1-1, 2-4       |

## Ismertebb játékosok
- Carlo Costly
- Dainius Suliauskas
- Rafał Berliński
- Artur Bugaj
- Łukasz Garguła
- Robert Górski
- Piotr Klepczarek
- Jacek Krzynówek
- Grzegorz Rasiak

## Külső hivatkozások
- Hivatalos web-oldal
- soccerway.com